# Виверови
Виверовите (Viverridae), наричани още Пълзящи котки, са семейство хищни бозайници с дребни и средни размери, което включва линзанги, цивети, генети, палмови цивети и бинтуронга. Виверовите се смятат за едни от най-примитивните съвременни хищници със структура на скелета много близка до тази при първите вивероподобни хищници от еоцена, отпреди 50 милиона години, смятани за родоначалници на Коткоподобните.

## Разпространение
Виверовите се срещат в цяла Африка и Южна Азия (до умерените ширини на север и о-в Сулавеси на изток), а котешката генета се среща и на Пиренейския полуостов в Европа.

## Физическа характеристика
Виверовите имат издължено и набито телосложение, къси крака с прибиращи се или полу-прибиращи се нокти и дълга опашка. Размерите им варират от 33 см дължина на тялото (без опашката) и тегло 650 грама при африканския линзанг, до 85 см дължина и 18 кг тегло при африканската цивета. На външен вид наподобяват котки с дълга муцуна, като повечето видове са изпъстрени с тъмни шарки, ивици или петна по тялото и черни пръстени по опашката.
Повечето вивери имат добре развити перианални жлези, които отделят секрет със силна миризма, с която някои видове отблъскват своите неприятели. Секретът от тези жлези се нарича цибетин и се използва в парфюмерията и медицината.
Черепът е издължен и плосък. Мъжките индивиди имат бакулум (пенисова кост), както при кучетата. Зъбната формула е (i 3/3, c 1/1, p 3 – 4/3 – 4, m 1 – 2/1 – 2).2 = 32 – 40.

## Начин на живот и хранене
Виверовите са активни предимно нощем и обикновено живеят самостоятелно. Макар и хищници, на практика са всеядни, хранят се с дребни гръбначни (включително мърша), насекоми и други безгръбначни като червеи, ракообразни и мекотели, като разнообразяват менюто си с плодове, цвят и корени. Палмовите цивети от своя страна се хранят предимно с растителна храна.
Водят дървесен и по-рядко наземен начин на живот. Бинтуронгът дори е развил хватателна опашка, която му служи като пета ръка. От сетивата им най-добре развити са зрението и слухът.

## Класификация
Мангустовите (Herpestidae), мадагаскарските мангустоподобни (Eupleridae) и африканските палмови цивети (Nandiniidae) до неотдавна се включваха в състава на семейство Виверови, но след по-обстойни и съвременни изследвания се отделят като самостоятелни семейства.
Азиатските линзанги (Prionodon) до неотдавна се включваха в подсемейство Viverrinae, заедно с африканските линзанги (Poiana) и останалите типични вивери. Скорошни изследвания обаче сочат морфологична прилика на тези хищници с котките, повече от всички останали виверови, и затова все повече учени подкрепят отделянето им в самостоятелно семейство Prionodontidae.
Таксономичната класификация на генетите (Genetta) все още не е утвърдена и е предмет на научни спорове, особено около генетите с розетовидни леопардови петна: maculata – rubiginosa – pardina – poensis – tigrina.
семейство Viverridae – Виверови
- подсемейство Prionodontinae – Азиатски линзанги
  - род Prionodon – азиатски линзанги
    - Prionodon linsang – Ивичест линзанг
    - Prionodon pardicolor – Петнист линзанг, хималайски линзанг
- подсемейство Viverrinae – Вивери
  - род Poiana – африкански линзанги
    - Poiana richardsonii – Африкански линзанг
    - Poiana leightoni (Poiana richardsonii ssp. liberiensis) – Линзанг на Лейтън

  - род Viverricula
    - Viverricula indica – Малка индийска цивета, расе

  - род Viverra – вивери, цивети
    - Viverra zibetha – Цивета, азиатска вивера, голяма индийска цивета
    - Viverra tangalunga – Малайска цивета, тангалунга
    - Viverra megaspila – Едропетниста цивета
    - Viverra civettina (Viverra megaspila ssp.) – Малабарска цивета

  - род Civettictis
    - Civettictis civetta – Африканска цивета

  - род Genetta – генети
    - Genetta genetta – Котешка генета, обикновена (европейска) генета, малка петниста
    - Genetta maculata (G. rubiginosa) – Ръждивопетниста генета, пантерова генета
    - Genetta pardina (Genetta maculata ssp.) – Леопардова генета
    - Genetta poensis (Genetta maculata ssp.) – Кралска генета
    - Genetta tigrina – Едропетниста генета, южноафриканска генета, голяма петниста генета
    - Genetta servalina – Сервалова генета, централноафриканска генета
    - Genetta cristata (Genetta servalina ssp.) – Гривеста (сервалова) генета
    - Genetta victoria – Гигантска генета
    - Genetta angolensis – Анголска генета
    - Genetta abyssinica – Абисинска генета, етиопска генета
    - Genetta thierryi – Хаусанска генета, генета на Тиерѝ, псевдогенета
    - Genetta johnstoni – Генета на Джонстън
    - Genetta bourloni (Gaubert, 2003) – Генета на Бурлон
    - Genetta (Osbornictis) piscivora – Водна генета, водна цивета
- подсемейство Hemigalinae
  - род Hemigalus
    - Hemigalus derbyanus – Ивичеста палмова цивета

  - род Diplogale
    - Diplogale hosei – Палмова цивета на Хоус, борнейска палмова цивета

  - род Chrotogale
    - Chrotogale owstoni – Палмова цивета на Оустън

  - род Cynogale Азиатска палмова циветаБинтуронг
    - Cynogale bennettii – Видровидна цивета
- подсемейство Paradoxurinae – Палмови цивети
  - род Paradoxurus – палмови цивети
    - Paradoxurus hermaphroditus – Азиатска палмова цивета, мусанг
    - Paradoxurus jerdoni – Кафява палмова цивета, южноиндийски (кафяв) мусанг на Джердън
    - Paradoxurus zeylonensis – Златна палмова цивета, цейлонски мусанг

  - род Paguma
    - Paguma larvata – Маскова палмова цивета, пагума, хималайска палмова цивета

  - род Arctictis
    - Arctictis binturong – Бинтуронг

  - род Macrogalidia
    - Macrogalidia musschenbroekii – Сулавеска цивета, целебеска палмова цивета, кафява палмова цивета

  - род Arctogalidia
    - Arctogalidia trivirgata – Дребнозъба палмова цивета, триивичеста палмова цивета